# Ubuntu for Android
Ubuntu for AndroidはフリーでオープンソースなAndroidスマートフォンでの実行向けに設計されたUbuntu。Ubuntu for Android はいくつかのスマートフォンにプリインストールされている。 Ubuntu for Android はMobile World Congress 2012で発表された。

## 機能
- UbnutuとAndroidの両方を同時に、デバイスエミュレーションや仮想化、再起動なしに実行できる。これは、Ubuntu と Android が同じカーネル (Linux) を共有しているため可能になっている。[3]
- デバイスをデスクトップモニターに接続した場合、標準の Ubuntu デスクトップ インターフェイス (Unity)を提供。[3]
- デバイスがテレビに接続されている場合は、機能インタ フェースはUbuntu TVになる。[6]
- Firefox、 Thunderbird、 VLCなどのアプリケーションを標準の Ubuntu デスクトップを実行することができる。[8]
- Ubuntu デスクトップから Android アプリケーションを実行することができる。[9]
- デスクトップから直接通話と SMS を受信できる。[8][10]

## システム要件
Canonicalによると必要とされる携帯電話のスペックは以下の通り:
- デュアルコア 1GHz CPU
- ビデオアクセラレーション:  Androidとの共有のカーネルドライバに X ドライバを付加した; OpenGL, ES/EGLなどが使用可能。
- ストレージ: OS のディスクイメージ用に2GB以上の容量が必要。
- 外部出力のためのHDMI 端子
- USBホスト・モード
- 512MB RAM

## Ubuntu for phones
2013年1月2日、ロンドンでの会議で Mark Shuttleworth は Ubuntu Phone、 2013年の年末おそらくリリース予定のモバイルオペレーティングシステムの構想を発表した。 リリース予定のUbuntu for phonesが搭載されたデバイスはパーソナライズされた、フルの画面から画面への体験を「ロックスクリーンではなく、ウェルカムスクリーンに」提供する。そののち、Ubuntu for phonesが搭載された携帯電話の構想として通常のほとんどのシンプルなスマート フォンに見られるものとは異なるスマートフォンであり、またYouTubeをUbuntuの公式配信として公開することを述べた。ウェルカムスクリーンにはいつものUbuntuの壁紙が表示され、上部にはデジタル時計が配置されている。